# ステンカラーコート
ステンカラーコートとは、外套の一種。

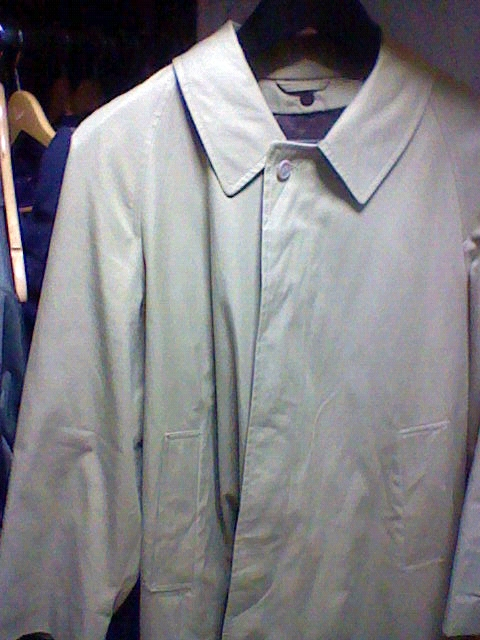
ステンカラーコート

後ろの襟が高く、前が低く折り返す形が特徴。ラグラン袖でゆったりとした着心地である。比翼仕立て（隠しボタン）で第一ボタンを締めなくても着ることが出来る。腰や袖のベルトが付属しているものもある。素材はウール、カシミア、綿、ポリエステル、ナイロン等がある。色は黒、紺、灰、茶色、カーキなどが存在し、丈も股から膝丈まで様々、無地が多い。ラグラン袖が特長だが、ラグランは撫で肩を強調するシルエットになるため近年では、セットインスリーブ式のややスクウェアなシルエットのものも増えている。
アメリカなどではこのタイプのコートに固有名詞がつけられていないらしく、単にコート、トップコート（英: top coat、スプリングコートと同義）、レインコートおよびマックコート（英: mac coat、レインコートと同義）などと呼ばれる。そのためステンカラーコート相当のコートが、全く別の名前で流通していることがある。例えば「バーバリー」ではトレンチコートに分類され、カーコートという名前で売られている。

## 語源や由来
「ステンカラー」は和製英語とされており、確認されている最古の使用例は、1911年に出版された『東京年中行事 下の巻』である。語源は諸説あり、フランス語のsoutien（「支える」と言う意味。英語のsupportに相当）に由来するとも、スタンドフォールカラー（英: Stand Fall Collar、立折襟）に由来するとも、ステインド（英: Staind）に由来するとも言われている。ステンカラーの綴りとしてsoutien collarやstain collar、sten collarなど多数ある。
根拠は不明だが、「正式には」と言った枕詞を用いて、バルマカーンコート（英: Balmacaan Coat）と呼ばれることがある。バルマカーンコートとは、スコットランド・インヴァネスの近郊にある地名バルマカーン（英: balmacaan）に由来する、ツイードやギャバジンで作られたラグラン袖のレインコートの一種。
ただしバルマカーンコートとステンカラーコートは日本では本来襟の形に違いがありステンカラーは台襟付のカラーとなっていて、バルマカーンコートの襟はバルカラー（英: bal collar）と呼ばれることがある。バルカラーのバルとは、一般に使われていたバルマカーンコートの略称である。他にはプロシアンカラー（英: Prussian Collar）、ターンダウンカラー（英: Turndown Collar、平折襟）などの呼び名がある。